# Samruay Chaiyong
Samruay Chaiyong (thaï : สำรวย ไชยยงค์) (né à une date inconnue à Nong Khai en Thaïlande) est un footballeur international thaïlandais, qui évoluait au poste de milieu de terrain.

## Biographie

### Carrière en sélection
Avec l'équipe de Thaïlande, il joue entre 1956 et 1968. 
Il figure dans le groupe des sélectionnés lors des Jeux olympiques de 1956 et de 1968. Lors du tournoi olympique de 1956 organisé en Australie, il joue un match contre la Grande-Bretagne.